# Ernst von Koerner
Richard Paul Ernst von Koerner (* 16. März 1880 in Dresden; † 26. Mai 1968 in Radeburg) war ein deutscher Offizier, Militärhistoriker und Leiter des Sächsischen Armeemuseums in Dresden.

## Leben
Ernst von Koerner war der Sohn des Finanzassessors und späteren Leiters der Handelspolitischen Abteilung im Auswärtigen Amt Paul von Koerner und dessen Ehefrau Charlotte, geb. Wahle. Er besuchte ab Ostern 1894 das Vitzthumsche Gymnasium zu Dresden und trat darauf als Avantageur in die sächsische Armee ein. Er avancierte am 1. Oktober 1913 zum Hauptmann beim 1. Feld-Artillerie-Regiment Nr. 12 unter gleichzeitiger Kommandierung zum Karabinier-Regiment. Nach Ausbruch des Ersten Weltkrieges wurde er bis 1918 Rittmeister und Bataillonskommandeur des I. Bataillons des Königlich-Sächsischen Infanterie-Regiment Nr. 473. An der Westfront konnte er sich im Jahre 1918 deutlich auszeichnen und selbst unter Verwundung seine Befehle ausführen. Er wurde für seine Verdienste am 19. Juli 1918 mit dem Ritterkreuz des Militär-St.-Heinrichs-Ordens ausgezeichnet.
Er schied nach dem Ersten Weltkrieg als Major a. D. aus dem aktiven Dienst aus und arbeitete ab Februar 1927 als Freiwilliger Wissenschaftlicher Hilfsarbeiter unter dem Kunsthistoriker und Direktor Erich Haenel am Historischen Museum in Dresden. Am 1. November 1929 wurde Ernst von Koerner in der Nachfolge von Oberst Johannes Schurig zum Leiter des Sächsischen Armeemuseums ernannt, das er in der Folge bis zum Kriegsende im Mai 1945 leitete.
Am 21. Juni 1939 ordnete Adolf Hitler die Übernahme der Heeresmuseen in Berlin (Direktor Konteradmiral a. D. Hermann Lorey), Dresden und München (Leiter Major a. D. Georg Gilardone) durch die Wehrmacht an, die, durch den Ausbruch des Krieges verzögert, am 23. März 1940 erfolgte. Die Museen sollten Kriegsereignisse und Beute zeigen und als würdige Plätze für Staatsbegräbnisse verdienter Heerführer dienen. Das Dresdener Armeemuseum unter Ernst von Koerner wurde damit als Heeresmuseum Dresden der Wehrmachtsdienststelle Chef der Heeresmuseen unterstellt, die als nachgeordnete Dienststelle des OKH dem Allgemeinen Heeresamt zugeordnet war.
Über den Aufenthalt von Ernst von Koerner nach Kriegsende ist wenig bekannt. Er war geschieden und lebte zumindest im hohen Alter in Sachsen, wo er 1968 in Radeburg verstorben ist. Er wurde auf dem Alten Annenfriedhof beigesetzt.

## Schriften (Auswahl)
- „Französische“ Stangenwaffen in der Dresdner Rüstkammer. In: Zeitschrift für historische Waffen- und Kostümkunde, 12, N.F. 3, 1929/31, S. 11–19
- König Albert von Sachsen. Der Soldat und Feldherr. Oestergaard, Berlin-Schöneberg 1936
- Die Blankwaffen der ehemaligen Kurfürstl. und Königl. Sächs. Kavallerie von dem Beginn der Neuzeit bis zur Auflösung des sächsischen Heeres. In: Jahrweiser der ehemaligen Soldaten, 1941, S. 50–62
- Zwei Bekleidungsvorschläge für die Königlich-Sächsische Armee aus den Jahren 1843 und 1867. In: Zeitschrift für Heereskunde, 120/121, 1942, S. 33–52